# 청관구 (라싸시)

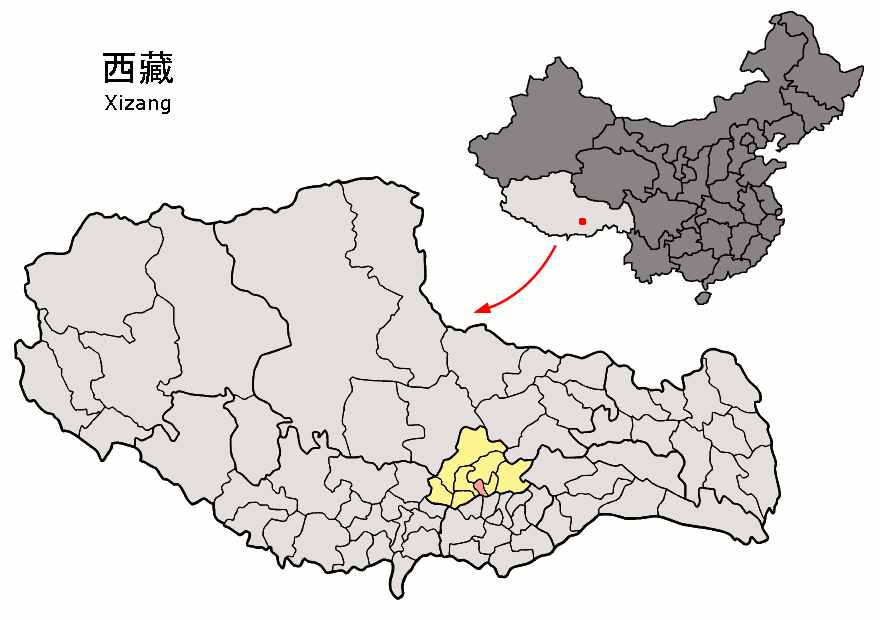
청관 구의 위치

청관구(티베트어: ཁྲིན་ཀོན་ཆུས་ 틴꾄 구, 중국어: 城关区, 병음: Chéngguān Qū)는 티베트 자치구 라싸 시의 현급 행정구역이다. 넓이는 523km2이고, 인구는 2007년 기준으로 180,000명이다.

## 행정 구역
12개 가도를  관할한다.
八廓街道,吉日街道,吉崩岗街道,扎细街道,公德林街道,嘎玛贡桑街道,金珠西路街道,两岛街道,蔡公堂街道,纳金街道,娘热街道,夺底街道